# Ghats orientales

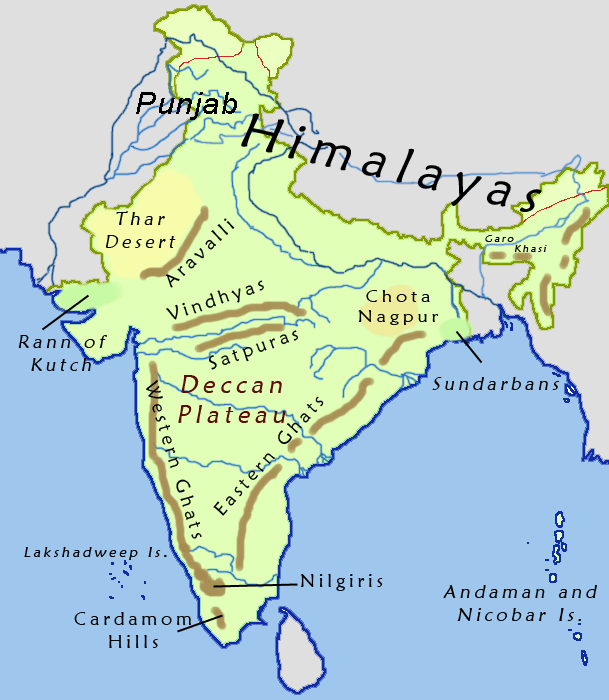
Los Ghats orientales en a geografía de la India.

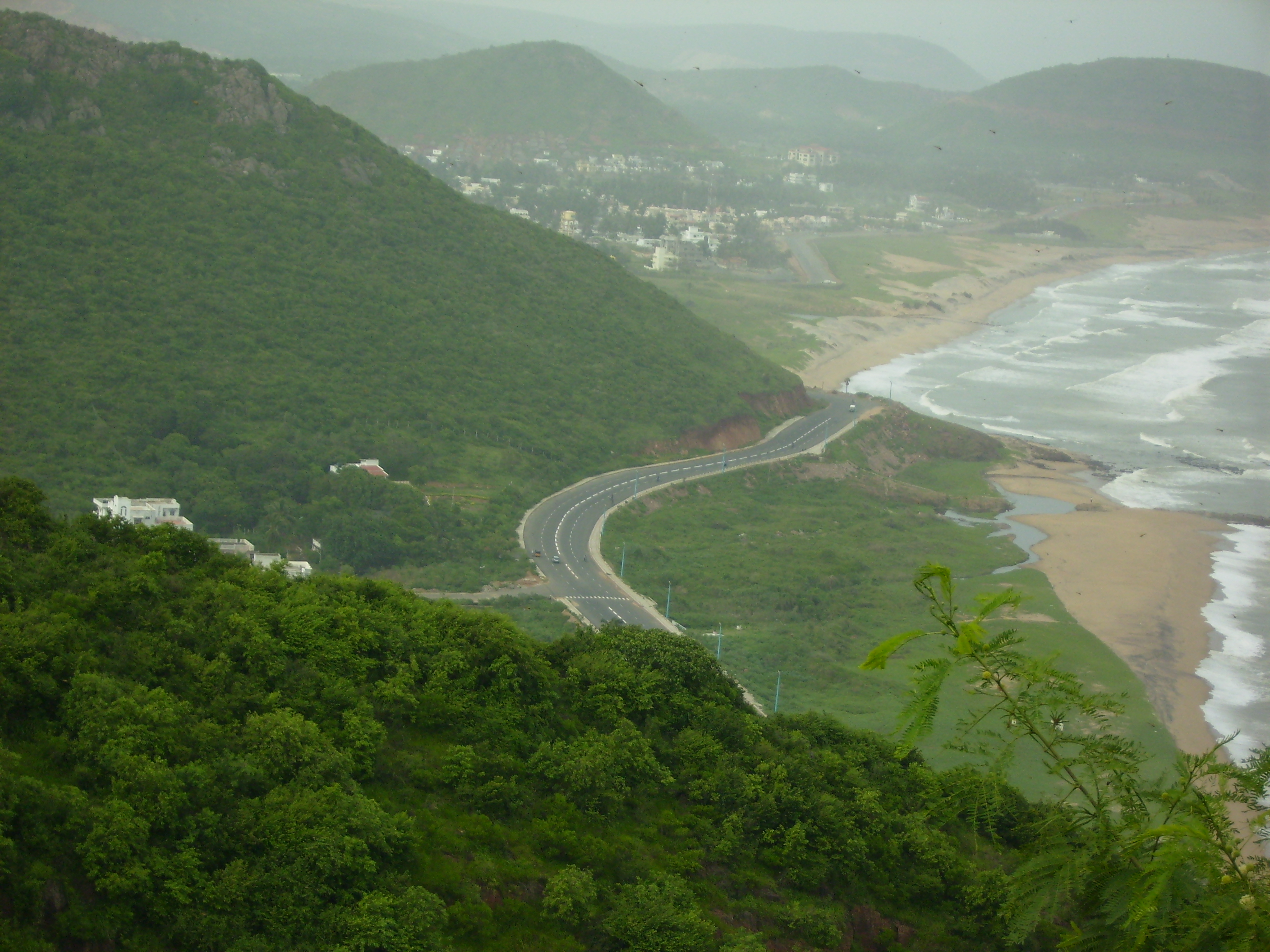
Los Ghats orientales al lado de la ciudad de Visakhapatnam.

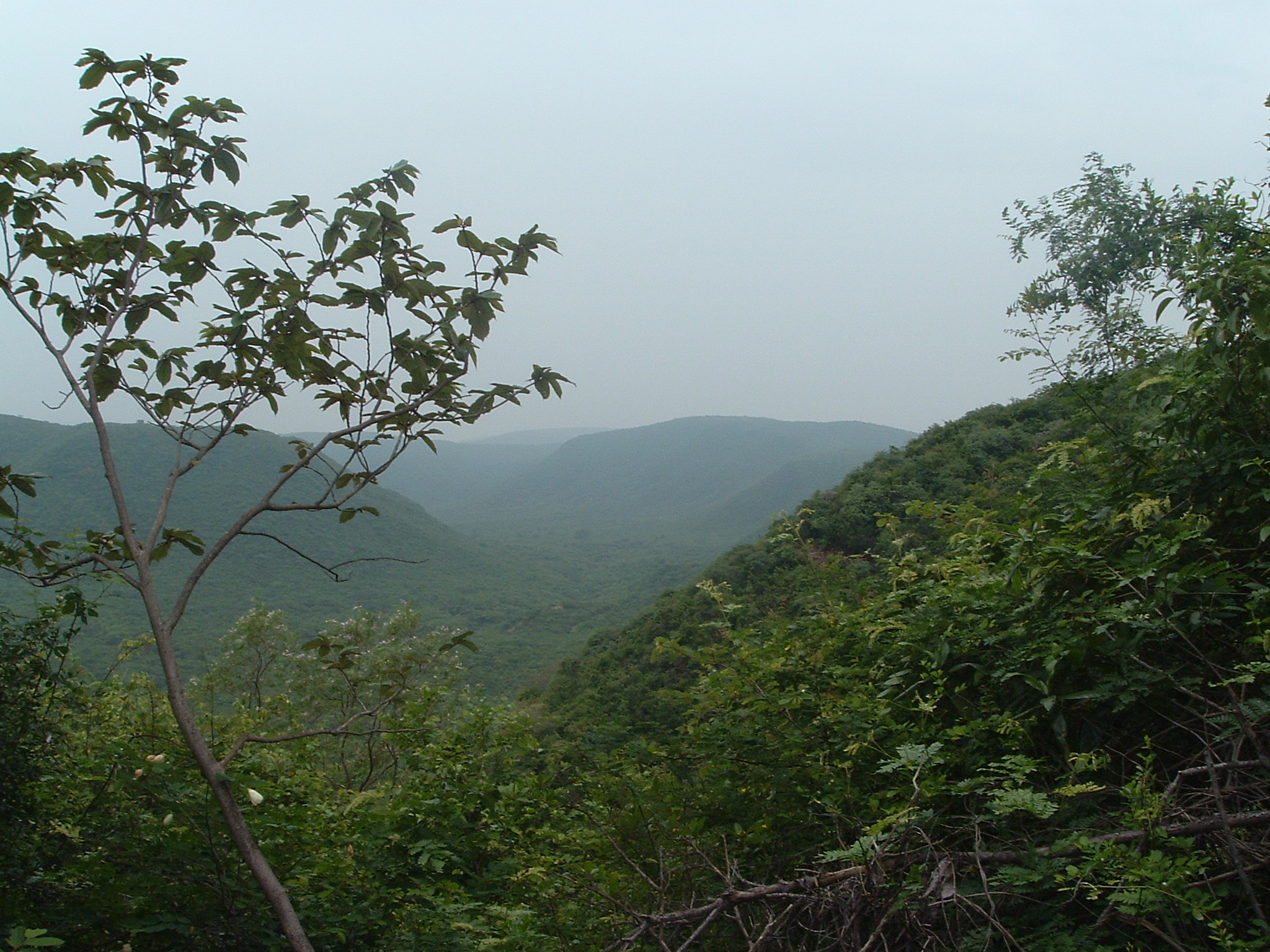
Parque Nacional de Kambalakonda (Andhra Pradesh), en los Ghats orientales.

Los Ghats orientales (en télugu: తూర్పు కనుమలు, Toorpu Kanumalu, tamil: கிழக்குத் தொடர்ச்சி மலைகள்) son una serie discontinua de montañas en la costa este de la India. 

## Localización
La cadena montañosa discurre a lo largo de aproximadamente 1.500 km, desde el estado de Bengala Occidental, en el norte, atravesando los estados de Orissa y Andhra Pradesh y alcanzando hasta Tamil Nadu, en el sur. La cordillera está cortada por los cuatro ríos más importantes del sur de la India, el Godavari, Mahanadi, Krishna y Kaveri. Las cadenas montañosas corren paralelas a la bahía de Bengala. La meseta de Decán se encuentra al oeste de la cordillera, entre los Ghats orientales y los Ghats occidentales. Las planicies costeras se encuentra entre los Ghats orientales y el golfo de Bengala. 

## Descripción
Los Ghats orientales no son tan altos como los Ghats occidentales. La mayor elevación se registra en el Ketamma Paryatam a 1.680 m de altitud. Al igual que con los Ghats occidentales, las cadenas montañosas que lo conforman también tienen sus nombres locales, por ejemplo la cordillera de Velikonda, en Andhra Pradesh. 
En su extremo sur, los Ghats orientales presentan varios grupos de colinas bajas, como los bajos Sirumalai y las colinas de Karanthamalai, al sur de Tamil Nadu. Al norte del río Kaveri están los altos Kollimalai, Pachaimalai, Shevaroy (Servaroyan), las colinas Kalrayan, Chitteri, Palamalai y las colinas Mettur, en el norte de estado de Tamil Nadu. 
El clima de las colinas más altas es generalmente más fresco y más húmedo que las llanuras circundantes y en las montañas se suceden las plantaciones de café y los enclaves de bosque seco. La estación de colina de Yercaud está situada en las colinas de Shevaroy. Las colinas Bilgiri, que se erigen hacia el oriente, desde los Ghats occidentales hasta el río Kaveri, constituyen un corredor ecológico que conecta las áreas boscosas del oriente y los Ghats occidentales y tiene la segunda mayor población de elefantes salvajes de la India en la zona entre el sur de los Ghats orientales, las colinas Biligiri, las de Nilgiri, y el sur de los Ghats occidentales. 
Los ríos Ponnaiyar y Palar fluyen desde sus fuentes en la meseta de Kolar, hacia el este, a través de valles o cañones en los Ghats, para desembocar en la bahía de Bengala; las colinas de Javadi se encuentran entre estos dos ríos. Hay cascadas de agua en zonas remotas, tales como las cataratas del Kiliyur.
Al norte del río Palar en Andhra Pradesh, la porción central de los Ghats del oriente consiste en dos cadenas paralelas que van aproximadamente de norte a sur, la de menor tamaño Velikonda situada al este y la mayor, Palikonda-Lankamalla-Nallamalla, se encuentran al oeste. El río Palar atraviesa la cordillera. La cadena Velikonda tiene su declive hacia la llanura costera en el distrito de Nellore, mientras que la Nallamalla continúa hasta el río Krishna. 
Una serie de colinas bajas se sitúan entre los Krishna y Godavari, pero al norte del Godavari los Ghats orientales aumentan de nuevo en altitud, formando la frontera entre Andhra Pradesh y Orissa. El Macizo Simlipal se considera la extensión más lejana al noreste de la Ghats orientales.
La región dispone de suelo muy fértil, pero la generación de energía hidroeléctrica es menos rentable que en los Ghats occidentales.

## Geología
Los Ghats orientales son más antiguos que los Ghats occidentales, y tienen una historia geológica compleja. Son un antiguo cinturón orogénico que se formó a partir de la colisión de rocas de la corteza terrestre durante el Eón Arcaico. El cinturón pasó a formar parte del subcontinente indio tras la desintegración del antiguo supercontinente de Rodinia y la formación del supercontinente Gondwana.
Los Ghats orientales están formados por formaciones rocosas de charnockita, gneis de granito, khondalita, granito y cuarcita. La estructura de los Ghats orientales incluye cabalgamientos y fallas de deslizamiento a lo largo de su rango. En las cadenas montañosas de los Ghats orientales se encuentran piedra caliza, bauxita y mineral de hierro.